# Tiziana Beghin
Tiziana Beghin (ur. 4 lutego 1971 w Genui) – włoska polityk, posłanka do Parlamentu Europejskiego VIII i IX kadencji.

## Życiorys
W latach 1992–1999 studiowała ekonomię i handel na Uniwersytecie w Genui. Pracowała przy projektach z zakresu zarządzania, zajmowała się m.in. działalnością szkoleniową. Zaangażowała się w działalność polityczną w ramach Ruchu Pięciu Gwiazd. W wyborach w 2014 z listy tego ugrupowania uzyskała mandat eurodeputowanej. W 2019 z powodzeniem ubiegała się o reelekcję.